# Церковь Николая Чудотворца (Родионово-Несветайская)
Церковь Николая Чудотворца (Храм святителя Николая) — православный храм в слободе Родионово-Несветайская Ростовской области; относится к Шахтинской и Миллеровской епархии, Родионово-Несветайское благочиние.
Адрес: 34658, Ростовская область, Родионово-Несветайский район, слобода Родионово-Несветайская, улица Московская, 52г.

## История
Жители посёлка Родионов хотели иметь собственную церковь, так как ближайшая приходская церковь в хуторе Несветайском находилась на расстоянии 25 вёрст. В 1877 году они получили разрешение на строительство своей церкви, в этом же году она была построена и 8 ноября освящена протоиереем Иоанном Китайским.
Храм был деревянный, с такой же колокольней, имеющей четыре колокола. Внутри церковь была оштукатурена и побелена, снаружи окрашена белой краской, железная кровля также окрашена зелёной краской, кресты были позолоченные. Посреди молельного зала висела люстра, престол и жертвенник были деревянные. При церкви имелась каменная караульня и деревянная трапезная. Позже вокруг храма была построена каменная ограда. В 1894 году была основана церковно-приходская школа. В мае 1897 года на сельском сходе было выбрано место для её строительства.
В 1920-е годы церковь была закрыта и разрушена до основания. Из её строительных материалов рядом была построена средняя школа, а на месте руин устроена спортивная площадка. После распада СССР, в 1998 году, на месте уничтоженного храма был поставлен строительный вагончик, в котором начали проводиться богослужения. В июне 1999 года была осуществлена закладка нового храма. 7 апреля 2003 года в новом каменном храме была совершена Божественная Литургия и с этого момента все богослужения проводятся в этом храме. Церковь была воссоздана на пожертвования местных жителей.
При храме работает церковная лавка. Настоятель церкви — протоиерей Константин Крахмалев.
Архитектор — Хрипков Анатолий Георгиевич — главный архитектор Родионово-Несветайского района.